# Landtags- und Gemeinderatswahlkreis Penzing
Der Wahlkreis Penzing ist ein Wahlkreis in Wien, der den Wiener Gemeindebezirk Penzing umfasst. Bei der Landtags- und Gemeinderatswahl 2015 waren im Wahlkreis Penzing 60.010 Personen wahlberechtigt, wobei bei der Wahl die Sozialdemokratische Partei Österreichs (SPÖ) mit 38,01 % als stärkste Partei hervorging. Die SPÖ erreichte zwei der fünf möglichen Grundmandate, zudem erzielte die Freiheitliche Partei Österreichs (FPÖ) ein Grundmandat.

## Wahlergebnisse
| Landtags- und Gemeinderatswahlen im Wahlkreis Penzing | Landtags- und Gemeinderatswahlen im Wahlkreis Penzing | Landtags- und Gemeinderatswahlen im Wahlkreis Penzing | Landtags- und Gemeinderatswahlen im Wahlkreis Penzing | Landtags- und Gemeinderatswahlen im Wahlkreis Penzing | Landtags- und Gemeinderatswahlen im Wahlkreis Penzing | Landtags- und Gemeinderatswahlen im Wahlkreis Penzing | Landtags- und Gemeinderatswahlen im Wahlkreis Penzing | Landtags- und Gemeinderatswahlen im Wahlkreis Penzing |
| Wahltermin                                            | GM                                                    |                                                       | SPÖ                                                   | ÖVP                                                   | FPÖ                                                   | GRÜNE                                                 | LIF/NEOS                                              | Sonstige                                              |
| ----------------------------------------------------- | ----------------------------------------------------- | ----------------------------------------------------- | ----------------------------------------------------- | ----------------------------------------------------- | ----------------------------------------------------- | ----------------------------------------------------- | ----------------------------------------------------- | ----------------------------------------------------- |
| 8. Oktober 1978                                       |                                                       | Stimmenanteile (%)                                    | 56,93                                                 | 33,74                                                 | 6,58                                                  | –                                                     | –                                                     | 2,75                                                  |
| 8. Oktober 1978                                       | 5                                                     | Grundmandate                                          | 3                                                     | 2                                                     | 0                                                     | –                                                     | –                                                     | 0                                                     |
| 24. April 1983                                        |                                                       | Stimmenanteile (%)                                    | 54,00                                                 | 36,69                                                 | 5,67                                                  | 2,64                                                  | –                                                     | 1,00                                                  |
| 24. April 1983                                        | 5                                                     | Grundmandate                                          | 3                                                     | 2                                                     | 0                                                     | 0                                                     | –                                                     | 0                                                     |
| 18. November 1987                                     |                                                       | Stimmenanteile (%)                                    | 53,16                                                 | 30,11                                                 | 9,98                                                  | 4,28                                                  | –                                                     | 2,47                                                  |
| 18. November 1987                                     | 5                                                     | Grundmandate                                          | 3                                                     | 1                                                     | 0                                                     | 0                                                     | –                                                     | 0                                                     |
| 10. November 1991                                     |                                                       | Stimmenanteile (%)                                    | 46,04                                                 | 18,60                                                 | 22,90                                                 | 9,56                                                  | –                                                     | 2,81                                                  |
| 10. November 1991                                     | 5                                                     | Grundmandate                                          | 2                                                     | 1                                                     | 1                                                     | 0                                                     | –                                                     | 0                                                     |
| 13. Oktober 1996                                      |                                                       | Stimmenanteile (%)                                    | 37,50                                                 | 16,44                                                 | 27,78                                                 | 8,02                                                  | 8,55                                                  | 1,71                                                  |
| 13. Oktober 1996                                      | 5                                                     | Grundmandate                                          | 2                                                     | 0                                                     | 1                                                     | 0                                                     | 0                                                     | 0                                                     |
| 25. März 2001                                         |                                                       | Stimmenanteile (%)                                    | 44,78                                                 | 18,35                                                 | 20,07                                                 | 12,68                                                 | 3,64                                                  | 0,48                                                  |
| 25. März 2001                                         | 5                                                     | Grundmandate                                          | 2                                                     | 1                                                     | 1                                                     | 0                                                     | 0                                                     | 0                                                     |
| 23. Oktober 2005                                      |                                                       | Stimmenanteile (%)                                    | 45,75                                                 | 21,64                                                 | 14,85                                                 | 15,21                                                 | –                                                     | 2,55                                                  |
| 23. Oktober 2005                                      | 5                                                     | Grundmandate                                          | 2                                                     | 1                                                     | 0                                                     | 0                                                     | –                                                     | 0                                                     |
| 10. Oktober 2010                                      |                                                       | Stimmenanteile (%)                                    | 42,27                                                 | 16,33                                                 | 24,65                                                 | 13,48                                                 | 0,79                                                  | 2,49                                                  |
| 10. Oktober 2010                                      | 5                                                     | Grundmandate                                          | 2                                                     | 0                                                     | 1                                                     | 0                                                     | 0                                                     | 0                                                     |
| 11. Oktober 2015                                      |                                                       | Stimmenanteile (%)                                    | 38,01                                                 | 10,97                                                 | 30,14                                                 | 12,54                                                 | 6,56                                                  | 1,78                                                  |
| 11. Oktober 2015                                      | 5                                                     | Grundmandate                                          | 2                                                     | 0                                                     | 1                                                     | 0                                                     | 0                                                     | 0                                                     |
| 11. Oktober 2020                                      |                                                       | Stimmenanteile (%)                                    |                                                       |                                                       |                                                       |                                                       |                                                       |                                                       |
| 11. Oktober 2020                                      | 5                                                     | Grundmandate                                          |                                                       |                                                       |                                                       |                                                       |                                                       |                                                       |